# Овчино (Московская область)
Овчино́ — деревня в Дмитровском районе Московской области, в составе городского поселения Яхрома. Население — 7 чел. (2010). До 2006 года Овчино входило в состав Подъячевского сельского округа.

## Расположение
Деревня расположена на западе центральной части района, примерно в 12 км на запад от города Яхромы, у истоков малой речки Кимерша (правый приток Лутосни), высота центра над уровнем моря 225 м. Ближайшие населённые пункты — Поповка на востоке, Подъячево и Филимоново на юго-западе.

## Население
| 2002 | 2006 | 2010 |
| ---- | ---- | ---- |
| 2    | ↗3   | ↗7   |